# Морімус блакитний
Морі́мус блаки́тний, Морі́мус те́мний (лат. Morimus funereus Mulsant, 1863 = Morinus asper funereus (Mulsant) Sama, 1991) — вид жуків з родини вусачів.

## Природоохоронний статус
Вид занесений до Червоної книги України (2009) (статус − «Вразливий».), Європейського червоного переліку.

## Хорологія
M. funereus — південноєвропейський вид у складі європейського зооґеографічного комплексу. Ареал охоплює Південно-Східну Європу, Південно-Західну Україну, Молдову, Румунію, Болгарію, Угорщину та Словаччину. В Українських Карпатах даний вид зустрічається в передгірних районах, в межах південно-східної частини Чернівецької області.

## Екологія
Вид приурочений до листяних лісів. M. funereus є нелітаючим. Зустрічається на ґрунті та прикореневих частинах стовбурів дерев, вигризає кору та луб. Личинка розвивається в широкому спектрі листяних деревних порід.

## Морфологія

### Імаго
Характерною особливістю, яка відрізняє M. funereus  від інших видів свого та близьких родів є наявність світлого із блакитним відтінком густого волосяного покриву, на тлі якого різко видніються чотири темні волосяні плями. Вусики довгі, їх 1-й членик потовщений, з чітким цикатриксом. Очі дуже вузькі, виїмчасті. Надкрила зрощені по шву. Крила рудиментарні. Задньогруди дуже короткі. Бічні горби передньоспинки витягнуті в гостру шпильку. Розміри — 18-38 мм.

### Личинка
З кожної сторони голови личинки по 1 погано помітному вічку. Вусики 3-членикові. Гіпостом чорний. Верхня губа овальна, широкопоперечна. Мандибули недовгі, гострі, з помітно вирізаним ріжучим краєм. Полапки максил 3-членикові. Передньоспинка спереду із смужкою густих щетинок. Основа пронотуму з підведеним полем дуже дрібних шипиків. Дорзальні мозолі черевця з 2 поперечними борозенками, які утворюють овал, і по 1 поздовжній борозенці збоку від овалу. Вентральні мозолі з 1 поперечною борозенкою. 3-9-й сегменти черевця з опуклими епіплеврами. 9-й сегмент не озброєний. Дихальця овальні, без краєвих камер. Анальний отвір поперечний. Довжина — 57 мм, ширина — 9 мм.

## Життєвий цикл
Вважається, що розвиток триває з 3-х до 6-ти років.